# Leiophasma maculipes
Leiophasma maculipes är en insektsart som först beskrevs av Ludwig Redtenbacher 1906.  Leiophasma maculipes ingår i släktet Leiophasma och familjen Anisacanthidae. Inga underarter finns listade i Catalogue of Life.